# Zanna, Don't!
Zanna Don't är en amerikansk musikal skriven av Tim Acito, och som hade premiär 2002 i New York, då ännu på utvecklingsstadiet.
Handlingen utspelas i high-schoolmiljö i en värld där homosexualitet är norm och heterosexuella personer ses som avvikande.
Musikalen sattes 2016 upp på svenska av musikaleleverna vid Högskolan för scen och musik vid Göteborgs universitet, under titel "Zanna, nej!"